# 황현필
황현필(1973년 7월 3일 ~ )은 대한민국의 역사 강사이자 유튜브 크리에이터이다. 유튜브에서 '황현필 한국사'라는 채널을 운영하며 역사 강의를 하고 있으며, 강의 앞에 임시정부 제2대 대통령 박은식의 호를 딴 태백광노라는 브랜드명을 붙였다.

## 학력
- 살레시오고등학교 졸업
- 전남대학교 사범대학 역사교육과 학사
- 고려대학교 사범대학 역사교육과 석사

## 경력

### 교사
모교인 살레시오고등학교에서 한국 지리와 한국사를 7년간 가르쳤다. 재직 당시 가르쳤던 학생들의 성적이 매우 출중해서 각종 학원에서 스카웃 제의가 들어왔다고 한다. 실제로 수능 당시 한국사를 선택했던 황현필의 제자 중 40%가 1등급이었다고. 전공이 아닌 한국지리를 가르쳤을 때에도 모의고사 점수가 전국의 수많은 명문고들을 제치고 1위를 차지하는 기염을 토했다. 

### 수능 강사
비타에듀, 스카이에듀, 이투스 등에서 수능 한국사 강사로 활동했다. 2014년 스카이에듀에서 이투스로 이직한 후 2015년부터는 경찰공무원 강의에 조금 더 비중을 두었다.

### 황현필 한국사
2019년부터 유튜브에서 황현필 한국사라는 역사 채널을 운영한다. 수험생이 아닌 일반인을 대상으로 한 한국사 강의들을 업로드하고 있다.